# Frank De Bleeckere
Frank De Bleeckere (Oudenaarde, 1º luglio 1966) è un ex arbitro di calcio belga.

## Carriera
De Bleeckere, internazionale dal 1998, fa il suo debutto in gare ufficiali tra nazionali maggiori il 24 marzo 2001 nella partita di qualificazione ai Mondiali di calcio 2002 tra Cipro e Irlanda terminata 0-4. La sua carriera è del tutto particolare, essendo diventato arbitro all'età di 18 anni, solo dopo aver subìto un brutto infortunio che gli ha precluso l'attività da calciatore.
Nel 2005 arbitra, prima, la finale del Campionato mondiale di calcio Under-17 tra Messico e Brasile, e poi i quarti di finale di Champions League tra Liverpool e Juventus. Due anni prima era stato selezionato in occasione del Campionato mondiale di calcio Under-20 disputatosi negli Emirati Arabi Uniti.
Successivamente dirige altre due importanti partite: la semifinale Manchester Utd-Milan, in Champions League, e Turchia-Svizzera, spareggio per l'accesso ai Mondiali di calcio 2006.
Nel 2006 partecipa al Campionato del mondo di calcio di Germania 2006 dove arbitra due gare della fase a gironi, gli ottavi di finale Inghilterra-Ecuador e i quarti di finale Italia-Ucraina.
Nel 2008 viene convocato per gli Europei del 2008 in Austria e Svizzera dove figura dirigendo le partite della fase a gironi Germania-Croazia e Russia-Svezia, e la semifinale Russia-Spagna.
Nell'agosto 2009 ha l'onore di essere designato per la finale di Supercoppa Europea a Montecarlo tra Barcellona e Šachtar.
Nel settembre 2009 viene convocato, per la seconda volta, al Campionato mondiale di calcio Under-20 in programma in Egitto, di cui arbitra la finalissima tra Brasile e Ghana.
Oltre alla semifinale di ritorno di UEFA Champions League 2006/2007 Manchester Utd-Milan, vanta anche la direzione in tre semifinali di Coppa UEFA (nel 2003, 2008 e 2009), mentre nell'aprile 2010 è designato per la semifinale di ritorno di UEFA Champions League 2009-2010 tra Barcellona e Inter, gara durante la quale si rende protagonista per l'errata espulsione a carico dell'interista Thiago Motta e per aver convalidato la rete dei padroni di casa in fuorigioco.
Viene ufficialmente selezionato dalla FIFA per i Mondiali in Sudafrica nel 2010, dove dirige tre partite, ovvero Argentina-Corea del Sud, Stati Uniti-Algeria e l'ottavo di finale Paraguay-Giappone.
Nel maggio 2011 ottiene per la terza volta in carriera una semifinale di UEFA Champions League, dirigendo nell'occasione il ritorno del Clásico, tra Barcellona e Real Madrid.
Il 17 dicembre 2011 ha diretto l'ultima gara della carriera, il match del campionato belga tra Zulte Waregem e Bergen.
È stato maggiormente apprezzato per lo stile asciutto e senza fronzoli, e per l'abilità nel lasciar "correre" il gioco, senza inutili interruzioni.
Poco dopo il ritiro, è diventato osservatore arbitrale per conto dell'UEFA, nonché dirigente arbitrale in Belgio.

## Sanzioni disciplinari nelle fasi finali delle competizioni ufficiali

### Campionato del mondo di calcio 2006
| Incontro                   |    |   |
| Argentina - Costa d'Avorio | 5  | 0 |
| Croazia - Giappone         | 5  | 0 |
| Inghilterra - Ecuador      | 6  | 0 |
| Italia - Ucraina           | 6  | 0 |
| TOTALE                     | 22 | 0 |
| -------------------------- | -- | - |

### Campionato europeo di calcio 2008
| Incontro           |    |   |
| Croazia - Germania | 6  | 1 |
| Russia - Svezia    | 5  | 0 |
| Russia - Spagna    | 2  | 0 |
| TOTALE             | 13 | 1 |
| ------------------ | -- | - |

### Campionato del mondo di calcio 2010
| Incontro                  |    |   |
| Argentina - Corea del Sud | 5  | 0 |
| Stati Uniti - Algeria     | 6  | 1 |
| Paraguay - Giappone       | 5  | 0 |
| TOTALE                    | 16 | 1 |
| ------------------------- | -- | - |